# 河麂阔盘吸虫
河麂阔盘吸虫（学名：[Eurytrema hydropotes] 错误：{{Lang}}：文本有斜体标记（帮助））为双腔科阔盘属的动物。在中国大陆，分布于福建漳浦石步溪等地，营寄生生活，终末宿主河麂，寄生于胰脏以及胰管及肝脏胆管。该物种的模式产地在福建漳浦石步溪。